# Джаїш-е-Мухаммад
Джаїш-е-Мухаммад, скор. ДжеМ (урду جيش محمد букв. «Армія Мухаммеда») — ісламістська терористична організація в Кашмірі (Індія). Головною метою організації є відділення Кашміру від Індії. Джаїш-е-Мухаммад провела кілька атак, в основному в індійському штаті Джамму і Кашмір.
Організація визнана терористичною в Пакистані (з 2002 року), Австралії, Канаді, Індії, ОАЕ, Великій Британії, США та Організацією Об'єднаних Націй.

## Історія
За даними Міжвідомчої розвідки Пакистану (МРП), Джаїш-е-Мухаммад була створена[коли?] Людьми, пов'язаними з організацією Харкат аль-Муджахидін " .. Членами Джаїш-е-Мухаммад в основному є колишні члени Харкат аль-Муджахидін, пов'язані з афганськими та пакистанськими талібами й аль-Каїдою. Члени Джаїш-е-Мухаммад тренуються в афганських таборах аль-Каїди.. Більшість членів Харкат аль-Муджахидін перейшли в ДжеМ через недостатнє фінансування.
У грудні 1999 року, терористи захопили літак Indian Airlines, який повинен був летіти з Катманду в Делі, і перенаправили його в Кандагар, де він перебував під наглядом афганських талібів і пакистанських посадових осіб, дислокованих в аеропорту. Після того, як вони перерізали горло пасажиру, індійський уряд погодився на їх вимоги та випустив Маулана Масуда Азхара, Ахмеда Омара Саїда Шейха, Муштак Ахмеда Заргара і трьох членів Харкат аль-Муджахидін, раніше ув'язнених в Індії. Звільнених в'язнів супроводжували співробітники МРП, а Масуд Азхар був обраний головою нової групи Джаїш-е-Мухаммад.
Уряд Індії звинуватило Джаїш-е-Мухаммад в причетності до атаки на Індійський парламент у 2001 році.
У січні 2002 року уряд Президента Первеза Мушаррафа заборонив угруповання; у відповідь ДжеМ змінила свою назву на Хадд уль-Іслам. У грудні 2002 року чотири члени ДжеМ були захоплені індійською владою і віддані суду. Усі четверо були визнані винними, а один з обвинувачених, Афзал Гуру був засуджений до смертної кари.
Після захоплення Афганістану талібами багато кадрів ДДМ було звільнено, ДДМ і таліби провели зустрічі, і ДДМ було запевнено у повній підтримці його діяльності в Індії. 27 жовтня 2021 року газета "Hindustan Times" повідомила, що лідер ДДМ Масуд Ажар зустрівся з лідерами талібів, в тому числі з муллою Барадаром, в Хандарі наприкінці серпня 2021 року, просячи їх про допомогу в боротьбі за Кашмір.

## Теракти
- ТУ 2001 році спільно з Лашкар-Тайба, угруповання скоїло напад на Індійський парламент[en] в Нью-Делі[2].
- ДжеМ підозрюють у вбивстві американського журналіста Деніела Перла в Карачі[3][5].
- У 2008 році запобігли можливій змові з метою вибуху синагоги в Нью-Йорку, а також спроби збити ракетами Стінгер військові літаки в США[12].
- Члени угруповання підозрюються у проведенні на початку січня 2016 року теракту в Патханкот[13][14].
- 19 лютого 2019 року в окрузі Пулвама на шосе Джамму — Срінагар терорист-смертник на автомобілі з вибухівкою врізався в автобус, що перевозив індійських поліціянтів, внаслідок чого 40 поліціянтів загинули. Джаїш-е-Мухаммад взяла на себе відповідальність за цей теракт[15]. Дана акція призвела до ескалації індо-пакистанського конфлікту.